# Bracon meromyzae
Bracon meromyzae är en stekelart som beskrevs av Charles Joseph Gahan 1913. Bracon meromyzae ingår i släktet Bracon och familjen bracksteklar. Inga underarter finns listade.